# Lista de prêmios e indicações recebidos por Andrea Bocelli
Andrea Bocelli é um premiado tenor italiano e artista crossover. Desde sua estreia no Festival de Música de Sanremo, em 1994, Bocelli vendeu mais de 80 milhões de cópias em todo o mundo, o que o tornou o artista de maior sucesso na história da música clássica. No total, Bocelli já recebeu 20 prêmios e homenagens em sua carreira. 

## Classical BRIT Awards
Bocelli venceu 6 das 13 indicações que já recebeu ao Classical BRIT Awards. Em 2002, recebeu um prêmio especial por sua "contribuição para a música":
| Ano  | Nomeação                            | Categoria                          | Resultado |
| ---- | ----------------------------------- | ---------------------------------- | --------- |
| 2000 | Andrea Bocelli                      | Artista Masculino do Ano           | Indicação |
| 2000 | Aria - The Opera Album              | Álbum do Ano                       | Indicação |
| 2000 | Sacred Arias                        | Álbum do Ano                       | Venceu    |
| 2000 | Sacred Arias                        | Álbum Mais Vendido                 | Venceu    |
| 2001 | Verdi                               | Álbum Rover do Ano                 | Indicação |
| 2002 | Andrea Bocelli                      | por sua Contribuição para a Música | Venceu    |
| 2003 | Sentimento                          | Artista Masculino do Ano           | Indicação |
| 2003 | Sentimento                          | Álbum do Ano                       | Venceu    |
| 2003 | Sentimento                          | Álbum Mais Vendido                 | Venceu    |
| 2009 | Incanto                             | Álbum do Ano                       | Indicação |
| 2012 | Andrea Bocelli                      | Artista Internacional do Ano       | Venceu    |
| 2012 | Concerto: One Night in Central Park | Artista Masculino do Ano           | Indicação |
| 2012 | Concerto: One Night in Central Park | Álbum do Ano                       | Indicação |

## Grammy Awards
| Ano  | Nomeação       | Categoria                             | Resultado |
| ---- | -------------- | ------------------------------------- | --------- |
| 1999 | Andrea Bocelli | Artista revelação                     | Indicação |
| 2000 | "Sogno"        | Mehor Performance Pop Vocal Masculina | Indicação |
| 2000 | "The Prayer"   | Melhor Colaboração em Pop com Vocais  | Indicação |

## World Music Awards
| Ano  | Nomeação       | Categoria                     | Resultado |
| ---- | -------------- | ----------------------------- | --------- |
| 1998 | Andrea Bocelli | Artista Clássico Best-selling | Venceu    |
| 1998 | Andrea Bocelli | Artista Italiano Best-selling | Venceu    |
| 2002 | Andrea Bocelli | Artista Clássico Best-selling | Venceu    |
| 2002 | Andrea Bocelli | Artista Italiano Best-selling | Venceu    |
| 2006 | Andrea Bocelli | Artista Clássico Best-selling | Venceu    |
| 2006 | Andrea Bocelli | Artista Italiano Best-selling | Venceu    |
| 2010 | Andrea Bocelli | Artista Clássico Best-selling | Venceu    |

## ECHO Awards
| Ano  | Nomeação              | Categoria     | Resultado |
| ---- | --------------------- | ------------- | --------- |
| 1997 | "Time to Say Goodbye" | Single do Ano | Venceu    |

## ECHO Klassik Awards
| Ano  | Nomeação               | Categoria                   | Resultado |
| ---- | ---------------------- | --------------------------- | --------- |
| 1997 | Viaggio Italiano       | Best seller do Ano          | Venceu    |
| 1998 | Aria - The Opera Album | Álbum Clássico Mais Vendido | Venceu    |
| 2000 | Sacred Arias           | Álbum Mais Vendido          | Venceu    |

## Lo Nuestro
| Ano  | Nomeação                       | Categoria             | Resultado |
| ---- | ------------------------------ | --------------------- | --------- |
| 1999 | Andrea Bocelli                 | Artista Pop Revelação | Indicação |
| 1999 | Andrea Bocelli e Marta Sánchez | Dupla Pop do Ano      | Indicação |

## Billboard Latin Music Awards
| Ano  | Nomeação       | Categoria                  | Resultado |
| ---- | -------------- | -------------------------- | --------- |
| 2007 | Amor           | Álbum Pop Latino do Ano    | Venceu    |
| 2014 | Pasión         | Álbum Pop Latino do Ano    | Indicação |
| 2014 | Andrea Bocelli | Lifetime Achievement Award | Venceu    |

## Emmy Awards
| Ano  | Nomeação                     | Categoria                                | Resultado |
| ---- | ---------------------------- | ---------------------------------------- | --------- |
| 2000 | Sacred Arias: The Home Video | Melhor Programa de Música/Dança Clássica | Indicação |

## Honras e homenagens
- Grande Oficial da Ordem de Mérito da República Italiana (2006)[3]

- Grande Oficial da Ordem do Mérito de de Duarte, Sánchez y Mella (2009)[4]

- Estrela na Calçada da Fama de Hollywood (2010)[5]